# Ruth Handler
 (novembre 2016).
Si vous disposez d'ouvrages ou d'articles de référence ou si vous connaissez des sites web de qualité traitant du thème abordé ici, merci de compléter l'article en donnant les références utiles à sa vérifiabilité et en les liant à la section « Notes et références ».
Pour les articles homonymes, voir Handler.
Ruth Handler, née Mosko le 4 novembre 1916 à Denver et morte le 27 avril 2002 à Los Angeles, est une femme d'affaires américaine.
Elle a révolutionné l'industrie du jouet en 1959 en créant la poupée Barbie, du nom de sa fille Barbara, et la poupée Ken du nom de son fils Kenneth. La poitrine opulente, la taille fine et les longues jambes de Barbie allaient totalement à l'encontre du style rond et asexué des poupées de l'époque et firent date, par leur audace, dans l'histoire du jouet pour petites filles.
Avec Peyton Massey, elle fonda également une société de fabrication de prothèses mammaires.

## Biographie
Ruth Moskowickz naît le 4 novembre 1916 à Denver. Elle est la plus jeune des dix enfants d’une famille d’immigrants juifs polonais. À l’âge de 16 ans, elle rencontre Elliot Handler, elle l’épouse trois ans plus tard. Avec son époux, et le designer Harold Mattson, elle crée Mattel en 1945, un nom formé du Matt de Mattson et du El d'Elliot.

## La formation de Mattel
Son mari, Elliot Handler et son associé, Harold « Matt » Matson, ont formé une petite société pour fabriquer des cadres, l'appelant « Mattel » en combinant la partie de leurs noms (« Mat » et « Elliot »). Plus tard, ils ont commencé à utiliser les chutes de la fabrication des cadres pour faire des meubles de maison de poupée. Les meubles étaient plus rentables que les cadres et la société s'est spécialisée dans la fabrication de jouets. Le premier grand succès de vente de la société était l'« Uke-a-doddle », un ukulélé jouet.

## Barbie, la poupée qui casse les codes
Ruth Handler avait constaté que sa fille Barbara, alors âgée de 10 ans, préférait jouer avec ses poupées en papier qu'avec ses poupées de petite fille et qu'elle leur octroyait des rôles d'adultes. Forte de cette observation Ruth voulut produire une poupée en plastique d'apparence adulte, mais son mari et M. Matson ont pensé que le jouet serait invendable. Lors d'un voyage en Europe du couple, Ruth découvre la poupée allemande Bild Lilli (qui était en fait un jouet gag pour adultes créé d'après le personnage de BD Lilli qui paraissait dans le journal Bild Zeitung) dans un magasin suisse et la rapporte à la maison. Une fois rentrée donc, Ruth Handler retravaille le design de la poupée et la baptise Barbie en référence à sa fille Barbara.
Barbie fait ses débuts à la foire du jouet de New York, le 9 mars 1959. La poupée est vite devenue un immense succès, lançant les Handler et leur société de jouets vers la fortune. Par la suite ils ajouteront un petit ami pour Barbie nommé Ken, en référence à Kenneth, leur fils. D'autres personnages viendront enrichir la gamme « des amis et de la famille ». Le monde de Barbie prenait forme. Ruth Handler a plus tard affirmé que, lorsqu'elle a acheté « Bild Lilli », elle ignorait que c'était un jouet pour adulte.
Ruth Handler a expliqué qu'elle a pensé que cela « était important pour l'estime d'une fille qu'elle joue avec une poupée avec une poitrine adulte »[réf. nécessaire] et Barbie a été créée pour jouer ce rôle. Si la poupée commercialisée à l'origine était transposée à taille humaine, ses mensurations auraient été assez irréalistes et de nombreux critiques ont prétendu que les mesures ont été basées sur les fantasmes masculins plutôt que la métrique humaine réelle. Au fil des années, les mensurations peu réalistes de Barbie ont continué à être controversées, avec beaucoup de théories expliquant que de jouer avec une poupée Barbie diminue l'estime de soi et complexe les petites filles[réf. nécessaire].
En réponse à ces critiques, à la fin des années 1990, Mattel a ajusté le tour de poitrine en le diminuant et a augmenté le tour de taille, même si ces nouvelles mensurations sont encore loin des femmes réelles.

## Les dernières années
En 1970, on diagnostique un cancer du sein à Ruth Handler qui subit une mastectomie. À la suite de cette maladie, Ruth se trouva dans l'impossibilité de trouver une bonne prothèse pour la reconstruction. Avec Peyton Massey, elle fonde alors une société de fabrication de prothèses mammaires, Ruthton Corp, qui crée des prothèses plus réalistes que les modèles existants, le modèle « Presque moi ».
En 1978, Ruth Handler est poursuivie pour fraude par la Securities and Exchange Commission (l'organisme « gendarme de la bourse américaine »). Elle est accusée de falsifier les bons de commande. Elle est condamnée à cinq ans de mise à l’épreuve, 500 heures de travaux d’intérêt général par an, une amende de 57 000 dollars et se retrouve écartée de la société Mattel,.
Avec les années, les Handler ont une approche moins active dans la gestion de leur société, notamment après leur démission de la présidence. Ils continuent néanmoins à créer et à proposer de nouvelles idées. Un de ces projets est, dans les années 1980, « Barbie et les Rockers » ; Ruth Handler est alors créditée comme autrice du film Barbie et les Rockers, sorti en 1987.
Ruth Handler est introduite dans le Junior Achievement U.S. Business Hall of Fame, en 1997.
Elle meurt en Californie, à la suite de complications chirurgicales liées à un cancer du côlon, le 27 avril 2002 ; elle avait 85 ans.

## Dans la fiction
Dans le long métrage Barbie (2023) de Greta Gerwig, son rôle est interprété par Rhea Perlman.